# Roman Will
Roman Will (* 22. května 1992 Plzeň) je český hokejový brankář, který hraje za extraligové HC Dynamo Pardubice. Je členem širšího kádru reprezentace.

## Kariéra
Will se v mládežnických kategoriích přesunul z rodné Plzně do Mladé Boleslavi. Zde také začal hrát na profesionální úrovni. Jednu sezonu strávil v kanadské juniorce a po návratu začal chytat druhou nejvyšší soutěž v dresu Boleslavi. Po dvou sezonách překvapivě podepsal smlouvu s Coloradem Avalanche. Za mořem působil především na farmách, avšak nakonec se dočkal krátkého působení v NHL a v dresu Colorada naskočil na 18 minut do svého nakonec jediného zápasu v soutěži. Po dvouletém působení v Americe se rozhodl pro návrat do Evropy a dohodl se na angažmá v Liberci. Zde vytvořil nejdříve vyrovnanou dvojici se zkušeným Jánem Lašákem a přispěl k zisku stříbrné medaile. V dalších dvou letech se stal už jasnou libereckou jedničkou, zařadil se mezi nejlepší brankáře v soutěži a v sezoně 2018/2019 pomohl klubu opět do extraligového finále. Byl vyhlášen nejlepším brankářem extraligy a nakoukl do reprezentace. Následně odešel na zahraniční angažmá do švédského Rögle, velmi se mu dařilo, ale sezonu předčasně ukončila pandemie. Po jedné sezoně získal angažmá v KHL, na dvouleté smlouvě se domluvil v Traktoru Čeljabinsk. Zde se rychle stal prvním brankářem a v průběhu druhé sezony prodloužil s klubem smlouvu o další dva roky. Několik týdnů po podepsání smlouvy však Rusko vojensky zaútočilo na Ukrajinu a Will začal řešit ukončení svého angažmá v Rusku. V KHL dohrál sezonu a po složitém vyjednávání nakonec Rusové souhlasili s ročním přerušením smlouvy, i přesto že původně mělo jít ukončení smlouvy a Will se vyjádřil, že doufá, že se do Ruska už vracet nebude muset. Mezitím se totiž na víceleté smlouvě dohodl v extraligových Pardubicích.
Za A tým české hokejové reprezentace debutoval 9. února 2019 v zápase proti finské reprezentaci (zápas v rámci Švédských hokejových her) a svými zákroky přispěl k vítězství 3:1. Účastnil se zatím dvou velkých akcí, MS 2021 a ZOH 2022.

## Ocenění a úspěchy
- 2008 ČHL-18 – Nejúspěšnější brankář v play-off
- 2010 ČHL-18 – Nejnižší průměr inkasovaných branek
- 2010 ČHL-18 – Nejvíce čistých kont
- 2011 ČHL-20 – Nejvíce vítězství
- 2012 QMJHL – První All-Star Tým
- 2013 1.ČHL – Nejnižší průměr inkasovaných branek
- 2013 1.ČHL – Nejvíce vítězství
- 2014 Postup s týmem BK Mladá Boleslav do ČHL
- 2015 ECHL – All-Rookie Tým
- 2015 ECHL – Nováček měsíce dubna 2015
- 2017 ČHL – Nejnižší průměr inkasovaných branek
- 2017 ČHL – Nejúspěšnější brankář
- 2017 ČHL – Nejvíce čistých kont
- 2018 ČHL – Nejnižší průměr inkasovaných branek v playoff
- 2018 ČHL – Nejúspěšnější brankář v playoff
- 2019 ČHL – Nejlepší brankář
- 2019 ČHL – Nejvíce vítězství
- 2019 ČHL – Nejnižší průměr inkasovaných branek v playoff
- 2023 ČHL – Nejvíce vítězství
- 2024 ČHL – Nejnižší průměr inkasovaných branek v extralize
- 2024 ČHL – Nejvíce vítězství

## Prvenství

### ČHL
- Debut – 1. dubna 2011 (HC Vagnerplast Kladno proti BK Mladá Boleslav)
- První inkasovaný gól – 1. dubna 2011 (HC Vagnerplast Kladno proti BK Mladá Boleslav, českým obráncem Jaroslav Mrázek)
- První vychytaná nula – 13. listopadu 2016 (Bílí Tygři Liberec proti PSG Zlín)

### NHL
- Debut – 26. ledna 2016 (San Jose Sharks proti Colorado Avalanche)
- První inkasovaný gól – 26. ledna 2016 (San Jose Sharks proti Colorado Avalanche, americkým obráncem Paul Martin)

### KHL
- Debut – 6. září 2020 (Traktor Čeljabinsk proti HC Rudá hvězda Kunlun)
- První inkasovaný gól – 6. září 2020 (Traktor Čeljabinsk proti HC Rudá hvězda Kunlun, ruským útočníkem Ivan Nikolišin)
- První vychytaná nula – 20. září 2020 (Traktor Čeljabinsk proti Amur Chabarovsk)

## Statistiky

### Základní části
| Sezona       | Tým                    | Liga         | Z  | V  | P  | Pvp | MIN   | OG  | ČK | POG  | %ChS |
| ------------ | ---------------------- | ------------ | -- | -- | -- | --- | ----- | --- | -- | ---- | ---- |
| 2011–12      | Moncton Wildcats       | QMJHL        | 63 | 29 | 25 | 7   | 3592  | 166 | 1  | 2.77 | .913 |
| 2012–13      | BK Mladá Boleslav      | 1.ČHL        | 44 | 33 | 11 | 0   | 2536  | 79  | 6  | 1.87 | .935 |
| 2013–14      | BK Mladá Boleslav      | 1.ČHL        | 20 | 16 | 4  | 0   | 1204  | 37  | 5  | 1.84 | .929 |
| 2014–15      | Lake Erie Monsters     | AHL          | 11 | 2  | 6  | 1   | 576   | 34  | 0  | 3.54 | .869 |
| 2014–15      | Fort Wayne Komets      | ECHL         | 29 | 17 | 8  | 4   | 1745  | 70  | 1  | 2.41 | .921 |
| 2015–16      | San Antonio Rampage    | AHL          | 29 | 10 | 13 | 3   | 1527  | 87  | 0  | 3.42 | .896 |
| 2015–16      | Colorado Avalanche     | NHL          | 1  | 0  | 0  | 0   | 18    | 1   | 0  | 3.25 | .667 |
| 2016–17      | Bílí Tygři Liberec     | ČHL          | 30 | 17 | 13 | 0   | 1772  | 50  | 7  | 1.69 | .935 |
| 2016–17      | HC Benátky nad Jizerou | 1.ČHL        | 5  | 2  | 3  | 0   | 307   | 14  | 1  | 2.74 | .923 |
| 2017–18      | Bílí Tygři Liberec     | ČHL          | 45 | 23 | 22 | 0   | 2536  | 99  | 6  | 2.34 | .913 |
| 2018–19      | Bílí Tygři Liberec     | ČHL          | 51 | 32 | 19 | 0   | 2941  | 111 | 5  | 2.26 | .916 |
| 2019–20      | Rögle BK               | SHL          | 34 | 23 | 10 | 0   | 1985  | 70  | 4  | 2.12 | .922 |
| 2020–21      | Traktor Čeljabinsk     | KHL          | 37 | 17 | 16 | 3   | 2060  | 79  | 4  | 2.30 | .917 |
| 2021–22      | Traktor Čeljabinsk     | KHL          | 39 | 21 | 9  | 7   | 2262  | 83  | 2  | 2.20 | .929 |
| 2022–23      | HC Dynamo Pardubice    | ČHL          | 39 | 26 | 13 | 0   | 2335  | 82  | 5  | 2.11 | .920 |
| 2023–24      | HC Dynamo Pardubice    | ČHL          | 39 | 31 | 8  | 0   | 2353  | 80  | 1  | 2.04 | .917 |
| Celkem v NHL | Celkem v NHL           | Celkem v NHL | 1  | 0  | 0  | 0   | 18    | 1   | 0  | 3.25 | .667 |
| Celkem v KHL | Celkem v KHL           | Celkem v KHL | 76 | 38 | 25 | 10  | 4,322 | 162 | 6  | 2.25 | .923 |

### Play-off
| Sezona       | Tým                 | Liga         | Z  | V  | P | MIN  | OG | ČK | POG  | %ChS |
| ------------ | ------------------- | ------------ | -- | -- | - | ---- | -- | -- | ---- | ---- |
| 2011–12      | Moncton Wildcats    | QMJHL        | 4  | 0  | 4 | 205  | 19 | 0  | 5.56 | .843 |
| 2012–13      | BK Mladá Boleslav   | 1.ČHL        | 10 | 8  | 2 | 630  | 15 | 1  | 1.43 | .952 |
| 2013–14      | BK Mladá Boleslav   | 1.ČHL        | 10 | 8  | 2 | 596  | 18 | 2  | 1.81 | .920 |
| 2014–15      | Fort Wayne Komets   | ECHL         | 7  | 4  | 3 | 417  | 19 | 1  | 2.74 | .914 |
| 2016–17      | Bílí Tygři Liberec  | ČHL          | 7  | 3  | 4 | 296  | 10 | 2  | 2.03 | .914 |
| 2017–18      | Bílí Tygři Liberec  | ČHL          | 10 | 6  | 4 | 603  | 17 | 1  | 1.69 | .941 |
| 2018–19      | Bílí Tygři Liberec  | ČHL          | 17 | 10 | 7 | 1083 | 34 | 0  | 1.88 | .929 |
| 2020–21      | Traktor Čeljabinsk  | KHL          | 2  | 0  | 1 | 87   | 2  | 0  | 1.37 | .951 |
| 2021–22      | Traktor Čeljabinsk  | KHL          | 15 | 9  | 6 | 896  | 32 | 0  | 2.14 | .925 |
| 2022–23      | HC Dynamo Pardubice | ČHL          | 11 | 7  | 4 | 674  | 22 | 2  | 1.96 | .911 |
| 2023–24      | HC Dynamo Pardubice | ČHL          | 16 | 10 | 5 | 963  | 31 | 3  | 1.93 | .922 |
| Celkem v KHL | Celkem v KHL        | Celkem v KHL | 17 | 9  | 7 | 984  | 34 | 0  | 2.07 | .927 |

### Reprezentace
| Rok                       | Tým                       | Soutěž                    | Z | V | P | R | MIN | OG | ČK | POG  | %ChS |
| ------------------------- | ------------------------- | ------------------------- | - | - | - | - | --- | -- | -- | ---- | ---- |
| 2010                      | Česko 18                  | MS-18                     | 3 | 1 | 0 | 0 | 123 | 10 | 0  | 4.89 | .796 |
| 2021                      | Česko                     | MS                        | 3 | 2 | 0 | 0 | 140 | 4  | 0  | 2.57 | .893 |
| Juniorská kariéra celkově | Juniorská kariéra celkově | Juniorská kariéra celkově | 3 | 1 | 0 | 0 | 123 | 10 | 0  | 4.89 | .796 |
| Seniorská kariéra celkově | Seniorská kariéra celkově | Seniorská kariéra celkově | 3 | 2 | 0 | 0 | 140 | 4  | 0  | 2.57 | .893 |